# Uca
Uca là một chi cua trong họ Ocypodidae.

## Các loài
- Uca heteropleura (Smith, 1870)
- Uca insignis (H.Milne Edwards, 1852)
- Uca intermedia von Prahl & Toro, 1985
- Uca major Herbst, 1782
- Uca maracoani Latreille 1803
- Uca monilifera Rathbun, 1914
- Uca ornata (Smith, 1870)
- Uca princeps (Smith, 1870)
- Uca stylifera (H.Milne Edwards, 1852)
- Uca subcylindrica Stimpson, 1862

Các loài tuyệt chủng
- †Uca antiqua Brito, 1972
- †Uca inaciobritoi Martins-Neto, 2001
- †Uca marinae Dominguez-Alonso, 2008
- †Uca nitida Desmarest, 1822
- †Uca oldroydi Rathbun, 1926